# Kolvlanisören
Kolvlanisören är en ö i Finland. Den ligger i Norra kvarken och i kommunen Vörå i den ekonomiska regionen  Vasa i landskapet Österbotten, i den västra delen av landet. Ön ligger omkring 38 kilometer norr om Vasa och omkring 400 kilometer norr om Helsingfors.
Öns area är 5,9 hektar och dess största längd är 390 meter i sydväst-nordöstlig riktning.